# Helga Zeuner
Helga Zeuner (auch Helga Schlosser-Zeuner; geboren 7. Februar 1938) ist eine deutsche Juristin und ehemalige Richterin. Von 1991 bis 2010 war sie Richterin am Niedersächsischen Staatsgerichtshof.

## Beruflicher Werdegang
Ab dem 20. Juni 1985 war Helga Zeuner Vorsitzende Richterin  am Finanzgericht Hannover, am 27. April 1992 wurde sie dort Vizepräsidentin.
19 Jahre lang, von 1991 bis 2010, war Helga Zeuner Richterin am Niedersächsischen Staatsgerichtshof. Am 22. Februar 1991 wurde sie, damals noch Vorsitzende Richterin am Finanzgericht Hannover, vom Wahlausschuss dem Landtag als stellvertretendes Mitglied des Niedersächsischen Staatsgerichtshofs vorgeschlagen und gewählt.
2002 schlug der Wahlausschuss die Juristin dem Landtag für die Amtszeit vom 1. März 2003 bis zum 28. Februar 2010 erneut als stellvertretendes Mitglied des Niedersächsischen Staatsgerichtshofs vor. Am 11. Dezember 2002 wurde Helga Zeuner mit 138 von 145 Stimmen gewählt und vereidigt.

## Privatleben
Die Juristin lebt in Hannover.

## Publikationen (Auswahl)

### Kommentar
Johann Bunjes, Reinhold Geist, Helga Zeuner: UStG. Umsatzsteuergesetz, einschließlich §§ 1-13 BerlinFG in der Fassung vom 22. Dezember 1978. Beck Verlag, München 1981, ISBN 3406079296

### Aufsätze
14c UStG im Insolvenzverfahren. In: Umsatzsteuer-Rundschau, Band 55, Heft 3, Verlag Dr. Otto Schmidt, Köln 1986, Seite 153–157